# Brachyscleroma congoensis
Brachyscleroma congoensis är en stekelart som beskrevs av Delobel 1993. Brachyscleroma congoensis ingår i släktet Brachyscleroma och familjen brokparasitsteklar. Inga underarter finns listade.